# ادیل روسنکویست
ادیل روسنکویست (فنلاندی: Edil Rosenqvist; ۱۱ دسامبر ۱۸۹۲ – ۱۴ سپتامبر ۱۹۷۳) کشتی‌گیر اهل فنلاند بود.